# René Passeron
René Passeron (né le 31 janvier 1920 à Casablanca et mort le 5 décembre 2017  à Vinneuf) est un peintre, essayiste et historien de l'art français.

## Biographie
René Passeron est le fils du militant royaliste et critique littéraire Joseph Passeron.
Spécialiste du surréalisme, il a fait partie d’un groupe surréaliste dissident (1946-1948) et a exposé au Salon des surindépendants en 1959, puis a cessé de peindre pendant une dizaine d’années pour se consacrer à la philosophie.
Docteur ès lettres, il est l'auteur de plusieurs livres sur la peinture, le surréalisme et la poïétique, et a exposé à Paris, Athènes, Londres, au Canada et en Tunisie. Directeur de recherche honoraire au CNRS, codirecteur de la revue Recherches poïétiques, il a dirigé l’Institut d’esthétique de l’université Paris I-Panthéon-Sorbonne.
René Passeron est mort à son domicile de Vinneuf le 5 décembre 2017, à l'âge de 97 ans.

## Œuvres
- Inimages, avec Richard Conte et Jean Lancri, « Cruautés pures, sur quelques images de René Passeron », Paris, Éd. Klincksieck, 2008, p. 54 à 78.  (ISBN 978-2-25203-671-6).
- Le surréalisme, Paris, éditions Terrail 2001, 202 p.  (ISBN 978-2-87939-228-8).
- « Pour une  approche “poïétique” de la création », Paris, Éditions Encyclopaedia Universalis, p. 433-442.
- Dominique Sarraute, Paris, Éditions Cercle d'Art 1994, 207 p.,  (ISBN 2-7022-0371-X).
- Pour une philosophie de la création, Paris, Klincksieck, 1989.
- Adam Biro & René Passeron, Dictionnaire général du surréalisme et de ses environs, Office du livre, Fribourg, Suisse et Presses universitaires de France, Paris, 1982, 367 p.  (ISBN 2-13-037280-5).
- Encyclopédie du surréalisme, Paris, Somogy, 1975.
- Depuis 45 : L'art de notre temps (ouvrage collectif), Bruxelles, La Connaissance, 1969.
- Histoire de la peinture surréaliste, Paris, Le Livre de Poche, 1968.
- L'Œuvre picturale et les fonctions de l'apparence, Paris, Librairie Philosophique J. Vrin, 1962  (ISBN 978-2-7116-0595-8).